# كريستوفر لاو
كريستوفر لاو (بالصينية: 劉嘉鴻) هو سياسي صيني، ولد في 8 فبراير 1976 في هونغ كونغ في الصين. حزبياً، نشط في People Power (Hong Kong) ‏.